# Новоселівка (Білгород-Дністровський район)
Новосе́лівка — село Саратської селищної громади Білгород-Дністровського району Одеської області в Україні. Відстань до райцентру становить близько 62 км і проходить автошляхами Т 1608, М15 та  Р70. 
Населення становить 3000 осіб. 

## Історія
Село засновано 1810 року під назвою Ґура-Чіліґідер, з 1918 року існувало під назвою Сатуново. 
19 липня 2020 року, в результаті адміністративно-територіальної реформи і ліквідації Саратського району, село увійшло ло складу новоутвореного Білгород-Дністровського району. 

## Населення
Згідно з переписом УРСР 1989 року чисельність наявного населення села становила 2874 особи, з яких 1327 чоловіків та 1547 жінок.
За переписом населення України 2001 року в селі мешкало 2970 осіб..

### Мова
Розподіл населення за рідною мовою за даними перепису 2001 року:
| Мова       | Відсоток |  |
| ---------- | -------- |  |
| румунська  | 91,73 %  |  |
| російська  | 5,37 %   |  |
| українська | 2,07 %   |  |
| болгарська | 0,47 %   |  |
| гагаузька  | 0,07 %   |  |
| інші       | 0,29 %   |  |

## Відомі особи

### Народились
- Гроссу Семен Кузьмович — молдовський радянський державний діяч українського походження.

В селі похований Сирбу Дмитро Васильович (1994—2014) — солдат Державної прикордонної служби України, учасник російсько-української війни.